# Prostitución en Colombia
La prostitución en Colombia es legal, está regulada y se limita a los burdeles ubicados en "zonas de tolerancia" designadas. Los trabajadores y trabajadoras sexuales deben pasar por periódicos controles médicos. Las leyes, sin embargo, solo se aplican rara vez y la prostitución está extendida, debido en parte a la pobreza y el desplazamiento interno.
A nivel nacional, redes de crimen organizado, algunas de ellas relacionadas con grupos armados ilegales, son responsables de trata de personas con fines de esclavitud sexual y el conflicto armado ha hecho que un gran número de víctimas de la trata interna sean vulnerables. El ONUSIDA estima que para 2016 había alrededor de 7218 personas en situación de prostitución en el país.
Un tipo de prostitución relativamente diferente que ha prosperado en las últimas décadas es el que involucra escorts, con frecuencia jóvenes universitarias que utllizan sus ganancias para costear sus estudios, y que suelen ser reclutadas en las universidades por redes dedicadas a esta forma de trabajo sexual.
Un estudio del periódico colombiano El Tiempo de octubre de 2021 señala que entre los años 2019 y 2021 la prostitución ha aumentado de manera inusual en ciudades como Cartagena, Medellín y Cúcuta, debido a dos razones particulares: en primer lugar, el aumento en la población de migrantes venezolanas que no encontrando otras opciones laborales y dada su situación migratoria irregular encuentran en la prostitución una posibilidad de sostenimiento, y en segundo a raíz de los efectos económicos y sociales de la Pandemia de COVID-19.
Colombia ha sido considerada como uno de los diez principales destinos más populares del turismo sexual del mundo junto con países como Tailandia, Brasil o Camboya. Las ciudades con la mayor oferta sexual en Colombia son Medellín, Bogotá y Cartagena de Indias. Debido a la gran cantidad de prostitución que existe en Colombia por la gran cantidad de trabajadores sexuales en el país, muchos trabajadores sexuales colombianos emigran a otros países de la región o Europa en búsqueda de nuevos mercados. 

## Estado legal
Si bien la prostitución estuvo prohibida durante gran parte de la historia de Colombia, en la práctica siempre fue relativamente tolerada. Por ejemplo, ya a comienzos del siglo XX se expedían permisos de funcionamiento para casas de prostitución, y existió un registro de prostitutas. La Resolución 282 del 4 de mayo de 1942 estableció a nivel nacional la inscripción obligatoria de las prostitutas como "mujeres públicas" y el arresto de entre cuatro a treinta días para quienes ejercieran sus servicios sexuales en público. El Acuerdo 95 de 1948 del Consejo de Bogotá prohibió el funcionamiento de prostíbulos en la ciudad. El Decreto 1335 de 1970 (artículo 179) fue el primero en despenalizar el ejercicio de la prostitución. Si bien la prostitución es una actividad lícita en Colombia, siempre y cuando sea "ejercida de forma libre y consciente," la explotación sexual es ilegal y punible, así como lo es patrocinar o constreñir la prostitución de menores.
Sin embargo, no existe aún un marco jurídico en defensa de los derechos de las personas que ejercen voluntariamente la prostitución, un asunto que se ha visto agravado en medio de las circunstancias provocadas por la Pandemia de COVID-19 y que ha golpeado particularmente a las personas que ejercen el trabajo sexual.

## Prostitución ilegal

### Prostitución infantil
Una serie de factores han puesto a los menores en riesgo de explotación sexual en Colombia y les dejan desprotegidos. La guerra y el narcotráfico han alterado estructuras familiares que en circunstancias normales les habrían brindado seguridad y cuidados. La guerra ha sido la causa también del desplazamiento forzado de innumerables familias, algunas de las cuales tienen hijos que han combatido en la guerra. Los menores desplazados son particularmente vulnerables a verse obligados a prostituirse, más aún con el declive económico del país.
En 2001, Karel de Rooy, portavoz de la UNICEF, afirmó que muchos de los menores prostituidos llegan a tener apenas nueve años de edad y que respecto a los clientes se trata con frecuencia de extranjeros de mediana edad. También afirmó que estos niños a menudo eran adictos a las drogas.
La explotación sexual comercial de niños y niñas ocurre particularmente en centros urbanos y en áreas en las que se encuentra un gran número de hombres alejados de sus familias por razones de trabajo. Los niños se ven involucrados en la explotación sexual comercial en las calles o en establecimientos privados tales como bares, burdeles o salones de masajes.
La cultura de violencia en Colombia ha generado sentimientos de miedo y resignación entre la población; la violencia ha llevado a la prostitución infantil y a pandillas de niños, lo que se suma al empeoramiento de la situación de violencia.
Colombia es considerado, asimismo, un destino turístico para pedófilos extranjeros, particularmente ciudades costeras como Cartagena y Barranquilla.

### Tráfico sexual
Colombia es uno de los principales países de origen de mujeres y niños y niñas trasladados contra su voluntad a países de América Latina, el Caribe, Europa Occidental, Asia y América del Norte, incluyendo los Estados Unidos, con fines de explotación sexual comercial. A nivel doméstico, mujeres y niños son objeto de trata de zonas rurales a urbanas para su explotación sexual comercial.
La continua violencia armada en Colombia ha desplazado a muchas comunidades, haciéndolas vulnerables a la trata de personas. Entre los grupos en más alto riesgo de trata de blancas interna se encuentran las personas desplazadas, mujeres pobres provenientes de áreas rurales y los familiares de miembros de organizaciones criminales.
Los miembros de pandillas y redes de crimen organizado obligan a sus familiares, conocidas y a personas desplazadas, por lo general mujeres y niños, a condiciones de prostitución forzada.
Muchos traficantes revelan a sus víctimas la naturaleza sexual del trabajo que les ofrecen, pero les ocultan información sobre las condiciones laborales, la clientela, la libertad de movimiento y los salarios. Otros disfrazan sus intenciones presentándose como agentes de modelos, agencias matrimoniales, ofreciendo programas de estudio u operando estafas disfrazadas como loterías o bingos que tienen de premio viajes gratuitos al exterior.
La Oficina de Monitoreo y Lucha contra la Trata de Personas del Departamento de Estado de los Estados Unidos clasifica a Colombia como un país de 'Nivel 1'.

### Respuesta gubernamental
El Gobierno colombiano realiza esfuerzos para combatir la prostitución infantil, la prostitución forzada, la esclavitud sexual y la trata de personas.
Colombia prohíbe todas las formas de tráfico sexual a través de su estatuto anti-tráfico, Ley 985, que prescribe penas mínimos de 13 a 23 años de cárcel.
El Gobierno colombiano coopera también con gobiernos extranjeros para repatriar a las víctimas de trata e investigar casos de trata.
El Gobierno mejoró los esfuerzos de prevención en contra la trata de personas gracias al lanzamiento de una amplia campaña educativa llamada "¡La próxima víctima puedes ser tú!" en octubre de 2008. Esta campaña incluía comerciales de televisión, anuncios de radio y publicidad impresa que incluía la imagen de una personalidad popular de la televisión colombiana.
No obstante, la pobreza y violencia del país crean un entorno en el que pulula la explotación sexual. Muchas víctimas de trata se niegan a ayudar a la captura de sus traficantes por temor a represalias.